# Ichthyophonus hoferi
Espèce
Statut de conservation UICN

NE3.1 : Non évalué
Ichthyophonus hoferi est une espèce d'organismes unicellulaires qui joue un rôle-clé dans la phylogénèse liée à l'origine des animaux. Elle comporte une membrane en chitine, un hyphe et une phase amibe. Ce parasite est souvent présent chez les poissons d'eau de mer et d'eau douce,,.

## Systématique
L'espèce Ichthyophonus hoferi a été décrite en 1911 par la biologiste allemande Marianne Plehn (d) (1863-1946) et son assistant Karl Mulsow (d) (~1887-1915).

## Galerie

Des schizontes d’Ichthyophonus hoferi.